# Kennedy Igboananike
Kennedy Igboananike (Nir-Igbo, Nigeria, 26 de febrero de 1989) es un futbolista nigeriano. Juega de delantero y su equipo actual es el IFK Mariehamn de la Veikkausliiga.

## Clubes
| Club           | País           | Año       | PJ | Goles |
| -------------- | -------------- | --------- | -- | ----- |
| Vasalunds IF   | Suecia         | 2008-2009 | 26 | 30    |
| Djurgårdens IF | Suecia         | 2010-2012 | 60 | 15    |
| AIK Estocolmo  | Suecia         | 2013-2014 | 55 | 19    |
| Chicago Fire   | Estados Unidos | 2015-2016 | 49 | 11    |
| DC United      | Estados Unidos | 2016      | 7  | 1     |
| Örebro SK      | Suecia         | 2017-2018 | 52 | 20    |
| Al-Hazem SC    | Arabia Saudita | 2019      | 15 | 4     |
| IK Sirius      | Suecia         | 2020      | 6  | 0     |
| IFK Mariehamn  | Finlandia      | 2021-     | 0  | 0     |